# Googie Withers
Pour les articles homonymes, voir Withers.
Googie Withers,  est une actrice britannique, née Georgette Lizette Withers le 12 mars 1917 à Karachi, Pakistan, et morte le 15 juillet 2011 à Sydney, Australie.

## Filmographie

### Cinéma
- 1935 : The Girl in the Crowd de Michael Powell : Sally
- 1935 : The Love Test de Michael Powell : Minnie
- 1935 : Winfall : Dodie
- 1935 : All at Sea d'Anthony Kimmins : Daphne Tomkins
- 1935 : Dark World : Annie
- 1936 : King of Hearts : Elaine
- 1936 : Le danger d'aimer (Accused) : Ninette Duval
- 1936 : Her Last Affaire de Michael Powell : Effie
- 1936 : She Knew What She Wanted : Dora
- 1936 : Crown v. Stevens de Michael Powell : Ella Levine
- 1936 : Crime sur Londres (Crime Over London) : Miss Dupres
- 1937 : Action for Slander : Mary
- 1937 : Pearls Brings Tears : Doreen
- 1937 : Paradis pour deux (Paradise for Two) : Miki
- 1938 : If I Were Boss : Pat
- 1938 : Paid in Error : Jean Mason
- 1938 : Une femme disparaît (The Lady Vanishes) d'Alfred Hitchcock : Blanche
- 1938 : Kate Plus Ten : Lady Moya
- 1938 : Convict 99 : Lottie
- 1938 : L'étrange pensionnaire (Strange Boarders) : Elsie
- 1938 : You're the Doctor : Helen Firmstone
- 1939 : Murder in Soho : Lola Matthews
- 1939 : The Gang's All Here (en) de Thornton Freeland : Alice Forrest
- 1939 : Trouble Brewing (en) : Mary Brown
- 1940 : She Couldn't Say No : Dora
- 1940 : Busman's Honeymoon d'Arthur B. Woods et Richard Thorpe : Polly
- 1940 : Bulldog Sees It Through : Toots
- 1941 : Jeannie :  Une laveuse de linge
- 1942 : Back-Room Boy : Bobbie
- 1942 : Un de nos avions n'est pas rentré (One of our aircraft is missing) d'Emeric Pressburger et Michael Powell : Jo de Vries
- 1943 : P.M. contre la Gestapo (The Silver Fleet) de Vernon Sewell et Gordon Wellesley : Helen Van Leyden
- 1944 : On approval de Clive Brook : Helen Hale
- 1945 : They Came to a City de Basil Dearden : Alice
- 1945 : Au cœur de la nuit (Dead of night) d'Alberto Cavalcanti, Charles Crichton, Basil Dearden et Robert Hamer : Joan Cortland
- 1945 : Pink string and sealing wax de Robert Hamer : Pearl Bond
- 1947 : Les Amours de Joanna Godden (The Loves of Joanna Godden), de Charles Frend : Joanna Godden
- 1947 : Il pleut toujours le dimanche (It always rains on Sunday) de Robert Hamer : Rose Sandigate
- 1948 : Miranda de Ken Annakin: Clare Martin
- 1949 : Traveller's Joy de Ralph Thomas : Bumble Pelham
- 1949 : La Rose et l'Oreiller (Once Upon a Dream), de Ralph Thomas : Carol Gilbert
- 1950 : Les Forbans de la nuit (Night and the City) de Jules Dassin : Helen Nosseross
- 1951 : Des hommes comme les autres (White corridors) de Pat Jackson : Dr. Sophie Dean
- 1951 : La Boîte magique (The Magic Box) de John Boulting
- 1951 : Laady Godiva (Lady Godiva Rides Again) de Frank Launder : Susan Foster
- 1952 : Derby day de Herbert Wilcox : Betty Malloy
- 1954 : Devil on horseback de Cyril Frankel : Mme Cadel
- 1956 : Port of escape d'Anthony Young : Ann Stirling
- 1971 : Nickel Queen de John McCallum : Meg Blake
- 1994 : Country Life de Michael Blakemore : Hannah
- 1996 : Shine de Scott Hicks : Katharine Susannah Prichard

### Télévision
- 1971 : Seasons of the Year (série télévisée) : Lady Rudge
- 1972 : Thirty-Minute Theatre (en) (série télévisée) : Muriel Stokes
- 1972-1973 : Boney (série télévisée) : Jane Loftus / Diana Thompson
- 1974-1975 : Within These Walls (série télévisée) : Faye Boswell
- 1986-1987 : Screen Two (série télévisée) : Leda Klein / Mme Pusey / Mme Allen
- 1988 : Great Performances (série télévisée) : Lady Armstrong
- 1989 : Ending Up (téléfilm) : Marigold